# Emanuel Bader
Emanuel Bader (* 1891 in Jekaterinoslaw; † 8. August 1938 in Oblast Magadan, Sowjetunion) war ein deutsch-russischer römisch-katholischer Geistlicher und Märtyrer. 

## Leben
Emanuel Bader stammte aus einer wolgadeutschen Familie des Bistums Tiraspol. Er studierte Theologie im Priesterseminar Saratow und wurde 1920 zum Priester geweiht. Er wirkte in Serafimowka, ab 1928 als Pfarrer in Louis und als Dekan in Mariental. Ab 1931 war er Pfarradministrator in Jamburg. Im Rahmen des sowjetischen Staatsterrors der 1930er Jahre wurde er 1935 festgenommen, zu Lagerhaft verurteilt und in das Zwangsarbeitslager Sewostoklag in der Oblast Magadan überstellt. Hier wurde er im August 1938 erschossen.

## Gedenken
Die Römisch-katholische Kirche in Deutschland nahm Pfarrer Emanuel Bader als Märtyrer in das deutsche Martyrologium des 20. Jahrhunderts auf.